# MTV Video Music Awards 1989
Gli MTV Video Music Awards 1989 sono stati la 6ª edizione dell'omonimo premio musicale. La cerimonia di premiazione si è tenuta presso l'Universal Amphitheatre di Los Angeles il 6 settembre 1989, dove vennero premiati i migliori video musicali pubblicati dal 2 aprile 1988 al 1º giugno 1989. 
Lo spettacolo fu presentato da Arsenio Hall.

## Cerimonia
Da questa edizione si assisterà al primo importante cambiamento dei Video Music Awards, infatti, vengono inserite quattro nuove categorie: Miglior Video Heavy Metal; Miglior Video Rap; Miglior Video Dance; Miglior Video Post-Moderno. Inoltre, in questa edizione, viene rimosso il premio Miglior Video Concept, e la data limite di ammissibilità è stata spostata di due mesi in avanti, da aprile a giugno, creando così un anno da 14 mesi.
Per quanto riguarda i premi, due sono state le artiste di spicco, Madonna e Paula Abdul, con ben quattro premi a testa, seguite subito dopo dal gruppo rock Living Colour che si sono portati a casa tre premi. Michael Jackson, invece, è stato l'artista con più nomination del 1989 ricevendo nove candidature per due dei suoi video: sei per Leave Me Alone e tre per Smooth Criminal. Ma, nonostante ciò, Jackson, che non si è presentato alla serata, ha ricevuto solo un premio come Migliori Effetti Speciali per il video di Leave Me Alone. I Guns N' Roses hanno ricevuto il premio per il Miglior Video Heavy Metal per la loro Sweet Child o' Mine. Il premio per Video Dell'Anno è andato al controverso video di This Note's for You del cantante Neil Young. Era dai tempi di You Might Think dei The Cars, degli MTV Video Music Awards 1984, che qualcuno vinceva in questa categoria senza averne vinte in altre, ma, a differenza del video dei The Cars, il video di Neil Young non ricevette nessun'altra nomination. Il Premio del Pubblico, invece, venne vinto da un altro video molto controverso, Like a Prayer di Madonna.

### Esibizioni
- Madonna - Express Yourself
- Bobby Brown - On Our Own
- Def Leppard - Tear It Down
- Tone-Loc - Wild Thing
- The Cult - Fire Woman
- Paula Abdul - Straight Up/Cold Hearted/Forever Your Girl
- Jon Bon Jovi e Richie Sambora - Livin' on a Prayer/Wanted Dead or Alive
- The Cure - Just like Heaven
- Cher - If I Could Turn Back Time
- The Rolling Stones - Mixed Emotions
- Axl Rose e Tom Petty and the Heartbreakers - Free Fallin'/Heartbreak Hotel

## Vincitori e candidati
I vincitori sono scritti in grassetto.

### Video dell'anno
- Neil Young - This Note's for You

- Fine Young Cannibals - She Drives Me Crazy
- Michael Jackson - Leave Me Alone
- Madonna - Like a Prayer
- Steve Winwood - Roll with It

### Miglior video di un artista maschile
- Elvis Costello - Veronica

- Bobby Brown - Every Little Step
- Lou Reed - Dirty Blvd.
- Steve Winwood - Roll with It

### Miglior video di un'artista femminile
- Paula Abdul - Straight Up

- Tracy Chapman - Fast Car
- Madonna - Express Yourself
- Tanita Tikaram - Twist in My Sobriety
- Jody Watley - Real Love

### Miglior video di un gruppo
- Living Colour - Cult of Personality

- Fine Young Cannibals - She Drives Me Crazy
- Guns N' Roses - Sweet Child o' Mine
- Traveling Wilburys - Handle with Care

### Miglior artista esordiente
- Living Colour - Cult of Personality

- Paula Abdul - Straight Up
- Edie Brickell & New Bohemians - What I Am
- Neneh Cherry - Buffalo Stance

### Miglior video Heavy Metal
- Guns N' Roses - Sweet Child o' Mine

- Aerosmith - Rag Doll
- Def Leppard - Pour Some Sugar on Me
- Metallica - One

### Miglior video Rap
- DJ Jazzy Jeff & the Fresh Prince - Parents Just Don't Understand

- Ice-T - Colors
- Kool Moe Dee - How Ya Like Me Now
- MC Hammer - Turn This Mutha Out
- Tone Lōc - Wild Thing

### Miglior video dance
- Paula Abdul - Straight Up

- Bobby Brown - Every Little Step
- Michael Jackson - Smooth Criminal
- Jody Watley - Real Love

### Miglior video alternativo
- R.E.M. - Orange Crush

- The Cure - Fascination Street
- The Escape Club - Wild, Wild West
- Love and Rockets - So Alive
- Siouxsie and the Banshees - Peek-a-Boo

### Miglior video tratto da un film
- U2 con B. B. King - When Love Comes to Town (da Rattle and Hum)

- The Belle Stars - Iko Iko (da Rain Man)
- Ice-T - Colors (da Colors - Colori di guerra)
- Annie Lennox e Al Green - Put a Little Love in Your Heart (da S.O.S. fantasmi)

### Miglior video svolta
- Art of Noise (featuring Tom Jones) - Kiss

- Paula Abdul - Straight Up
- Elvis Costello - Veronica
- The Escape Club - Wild, Wild West
- Fine Young Cannibals - She Drives Me Crazy
- Michael Jackson - Leave Me Alone
- Jody Watley - Real Love

### Miglior video live
- Living Colour - Cult of Personality

- Bobby Brown - My Prerogative
- Def Leppard - Pour Some Sugar on Me
- Guns N' Roses - Paradise City

### Miglior regia
- Madonna - Express Yourself (Regista: David Fincher)

- DJ Jazzy Jeff & The Fresh Prince - Parents Just Don't Understand (Regista: Scott Kalvert)
- Van Halen - Finish What Ya Started (Regista: Andy Morahan)
- Jody Watley - Real Love (Regista: David Fincher)
- Steve Winwood - Roll with It (Regista: David Fincher)

### Miglior coreografia
- Paula Abdul - Straight Up (Coreografa: Paula Abdul)

- Bobby Brown - Every Little Step (Coreografi: Bobby Brown e Alex Keshishian)
- Michael Jackson - Smooth Criminal (Coreografi: Michael Jackson e Vincent Paterson)
- New Kids on the Block - You Got It (The Right Stuff) (Coreografo: Tyrone Procter)

### Migliori effetti speciali
- Michael Jackson - Leave Me Alone (Effetti speciali: Jim Blashfield)

- Adrian Belew - Oh Daddy (Effetti speciali: Joey Ahlbum)
- The Escape Club - Wild, Wild West (Effetti speciali: Nicholas Brandt and Bridget Blake-Wilson)
- Prince - I Wish U Heaven (Effetti speciali: Morey Rosenfeld e Fred Raimondi)

### Miglior scenografia
- Madonna - Express Yourself (Scenografo: Holgar Gross and Vance Lorenzini)

- DJ Jazzy Jeff & The Fresh Prince - Parents Just Don't Understand (Scenografo: Greg Harrison)
- Debbie Gibson - Electric Youth (Scenografo: Rhaz Zeizler)
- INXS - New Sensation (scenografo: Lynn-Maree Milburn)
- Michael Jackson - Leave Me Alone (Scenografo: Jim Blashfield)
- Jody Watley - Real Love (Scenografo: Piers Plowden)

### Miglior montaggio
- Paula Abdul - Straight Up (Montatore: Jim Haygood)

- Michael Jackson - Leave Me Alone (Montatore: Paul Diener)
- Madonna - Express Yourself (Montatore: Scott Chestnut)
- Jody Watley - Real Love (Montatore: Scott Chestnut)
- Steve Winwood - Roll with It (Montatore: Scott Chestnut)

### Miglior fotografia
- Madonna - Express Yourself (Direttore della fotografia: Mark Plummer)

- Michael Jackson - Smooth Criminal (Direttore della fotografia: John Hora)
- Tanita Tikaram - Twist in My Sobriety (Direttore della fotografia: Jeff Darling)
- Steve Winwood - Roll with It (Direttore della fotografia: Mark Plummer)

### Miglior video scelto dal pubblico
- Madonna - Like a Prayer

- Fine Young Cannibals - She Drives Me Crazy
- Michael Jackson - Leave Me Alone
- Steve Winwood - Roll with It
- Neil Young - This Note's for You

## International Viewer's Choice Awards

### MTV Europe
- Front 242 - Headhunter
- The Jeremy Days - Brand New Toy
- Niagara - Soleil d'Hiver
- Rainbirds - Sea of Time
- Roxette - The Look[4]
- Vaya Con Dios - Don't Cry for Louie

### MTV Internacional
- Chayanne - Este Ritmo Se Baila Así
- Emmanuel - La Última Luna
- Gipsy Kings - Djobi Djoba
- Miguel Mateos–ZAS - Y, sin Pensar
- Fito Páez - Sólo los Chicos

### MTV Japan
- Kyosuke Himuro - Angel
- Kome Kome Club - Kome Kome War
- Toshinobu Kubota - Indigo Waltz
- Unicorn -  Daimeiwaku